# تنگری‌باوری
تِنگری‌باوری،تِنگری گرایی،تِنگریسم یا شَمَن‌باوری زرد، یک مذهب التقاطی در آسیای میانه است که ترکیبی از شمن‌باوری، روح‌باوری، توتم‌پرستی، چندخدایی، یکتاپرستی را در خود دارد. این دین ترکی-مغولی می‌باشد و ریشه آن را می‌توان در منطقه جغرافیایی استپ اوراسیا یافت. تنگری‌باوری مذهب غالب قدیم ترک‌ها، مغول‌ها، مجارها و هون‌ها بود. آثاری از آن در زبان و باور ترک‌تبارها باقی است. بنیاد اصلی این دین بر الهه آسمانی بنام تنگری می‌گردد.
به عقیده بسیاری از منابع دانشگاهی، تنگریسم مذهبی عمدتاً چندخداپرستی مبتنی بر مفهوم شمنیستی جاندارانگاری بود و در دوره امپراتوری، به ویژه در قرن ۱۲ تا ۱۳، تنگریسم بیشتر به یکتاپرستی تبدیل شده بود. عبدالقادر اینان استدلال می‌کند که یاقوت‌ها و مردم آلتای شمنیسم کاملاً برابر با مذهب ترکی باستان نیستند.
این اصطلاح همچنین به چندین آموزه و جنبش دینی معاصر بومی ترک-مغولی جنبش‌های مذهبی را توصیف می‌کند. همه طرفداران مدرن تنگریسم «سیاسی» یکتاپرست هستند.
تنگریسم در محافل روشنفکری فهرست سرزمین‌های ترک‌نشین آسیای مرکزی (قرقیزستان با قزاقستان) و روسیه (تاتارستان، باشقیرستان) از زمان فروپاشی اتحاد جماهیر شوروی در طول دهه ۱۹۹۰. هنوز در بوریاتیا، یاقوتستان، خاکاس‌ها، مردم طوایی و سایر ملل ترک در سیبری احیا شده‌است. مردم آلتای بورخانیسم و مردم چوواش واتیسن یالی جنبش‌هایی شبیه به تنگریسم هستند.
اصطلاح «تنگری» یا می‌تواند به خدای آسمان اشاره کند یا به خدایان دیگر نیز اشاره کند (این را با مفهوم کامی در شینتومقایسه کنید). تنگریسم شامل پرستش «تنگری» (خدایان)، با «تنگری» (بهشت، خدای بهشت) است. در حالی که خدایان دیگر، مانند اولگن یا کایرا، خدایان تجسمی هستند، تنگری یک «پدیده انتزاعی» است.: ۲۳ 
در آیین عامیانه مغولی، چنگیز خان اگر نگوییم تجسم اصلی اراده تنگری یکی از تجسم‌ها به‌شمار می‌رود.

نمادی که این دین را با آن می‌شناسند.

## اصول و عقاید
- یک خدای متعال به نام تنگری وجود دارد. او غیرقابل شناخت است و همه چیز را می‌داند. او اعمال خیر و شر انسان را داوری می‌کند. می‌تواند انسان را از فرش به عرش برساند و بالعکس. اقداماتش غیرقابل پیش‌بینی است و دانستن اسلوبش سخت است.
- تنگری، آگاهی و قدرت پنهان در پس طبیعت است. همه چیز به او متصل است.
- ارواح یا ایزدان بسیاری همراه تنگری هستند. این ایزدان متفاوت هستند، می‌توانند خوب، بد یا ترکیبی از هر دو باشند. می‌توانند ایزدان عالم‌های بالاتر، ارواح جهان زیرین، ارواح زمین، آب، ستارگان و گیاهان یا ارواح نیاکان باشند. با این ارواح می‌توان تماس گرفت، اما مردم عادی این توانایی را ندارند و این قدرت فقط در اختیار برگزیدگان یا شمن‌ها می‌باشد؛ بنابراین شمن‌ها رابط بین انسان‌ها و خدایان هستند.

## ایزدهای ترک

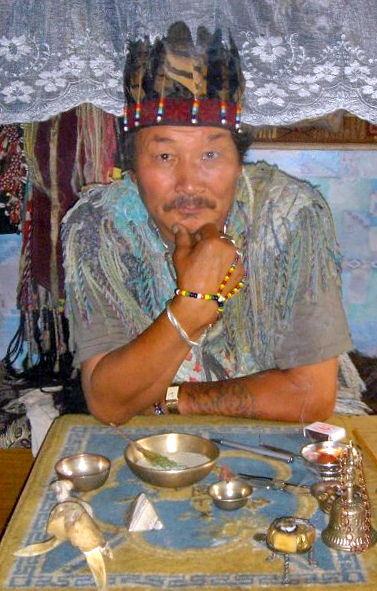
یکی از شمن‌های قوم تووایی در قیزیل روسیه

- تِنگری: پدر آسمانی، خدای بزرگ آسمان. تاری یا تانری در زبان ترکی امروزی به معنای خدا، ریشه در همین نام دارد.
- اولگِن/اولگان: خدای آفریننده.
- اِرلیک: ایزد مرگ در دنیای مردگان و ارواح شیطانی. به دلیل غرور توسط اولگان به جهان زیرین تبعید شد. او به انسان‌ها گناه کردن را آموخت.
- اومای: ایزدبانوی باروری و باکرگی می‌باشد و با زنان، مادران و کودکان مرتبط است.
- ئای ئاتا: خدای ماه یا ماه-پدر که در طبقهٔ ششم آسمان زندگی می‌کند.
- گون ئانا: ایزدبانوی خورشید یا خورشید-مادر، ایزدبانوی زندگی، باروری، گرما و سلامتی است و در آسمان هفتم زندگی می‌کند.
- کویاش: خدای خورشید که زمین را با نور خورشید خلق کرد. ترک‌ها در هنگام ستایش او، رو به خورشید می‌ایستادند.
- یِئر تانری (یِئر ئانا): ایزدبانوی زمین یا مام زمین. معادل زامیاد پارسی و گایای یونانی.